# Нуно Гомеш
Нуно Гомеш (на португалски: Nuno Gomes, пълно име Nuno Miguel Soares Pereira Ribeiro, Нуно Мигел Соареш Перейра Рибейро, изговаря се по-близко до Нуну Мигел Суариш Перейра Рибейру) е бивш португалски футболист, нападател. Един от най-великите футболисти, играли за Бенфика. От 2007 до 2008 г. е капитан на националния отбор на Португалия. Неговата звезда изгрява на Европейското първенство по футбол 2000. Участва на 2 световни и 3 европейки първенства.
Нуно е женен повторно през 2006 г. Има дъщеря от първия си брак.

## Кариера
През 1997 дебютира за Боавища, когато е на 18 години. През 1996/97 печели купата на Португалия. Нуно Гомеш е закупен от в Бенфика през сезон 1997 и играе там 3 години. Вкарва 60 гола в над 100 мача. Участва на Евро 2000, като вкарва 4 гола в турнира и е в иделания му отбор. След края на първенството е купен от Фиорентина за 17 милиона евро. Там той играе със сънародника си Руи Коща. С двамата португалци в състава си Виола печелят купата на Италия. През 2002 отборът претърпява фалит и Нуно се връща в Бенфика. Участва на Мондиал 2002, където вкарва 1 гол. С Бенфика печели купата на страната през 2003/04. На Евро 2004 вкарва един гол срещу Испания. През сезон 2005/06 Нуно вкарва 15 гола в шампионата и е втори голмайстор. В сезон 2008 нападателят наследява капитанската лента на лисабонци от Руи Коща. На 2 октомври вкарва своят гол номер 150 за „орлите“. Това става срещу Наполи в Купата на УЕФА. През сезон 2010/11 вкарва 5 гола, след като за цял сезон е играл само 71 минути. След края на сезона е освободен от Бенфика и подписва като свободен агент с Брага. В Брага Гомеш изживява своята втора младост, като вкарва 4 гола в 8 мача и отново е повикан в националния отбор. На 7 октомври 2011 влиза като резерва в 88 минута срещу Исландия, като това е негов първи мач за Португалия от 2008 година насам. На 3 юли 2012 подписва договор за 2 години с Блекбърн.